# Mikulovský mír (1866)
Předběžný mikulovský mír, či též mikulovské příměří (německy Vorfrieden von Nikolsburg) byl uzavřen 26. července 1866 mezi Pruskem a Rakouskem během prusko-rakouské války. Tři týdny po porážce Rakouska v bitvě u Hradce Králové 3. července 1866 byl podepsán tento předběžný mír, který nakonec vedl ke konečnému ukončení Prusko-rakouské války uzavřením pražského míru v srpnu téhož roku.

## Předchozí události

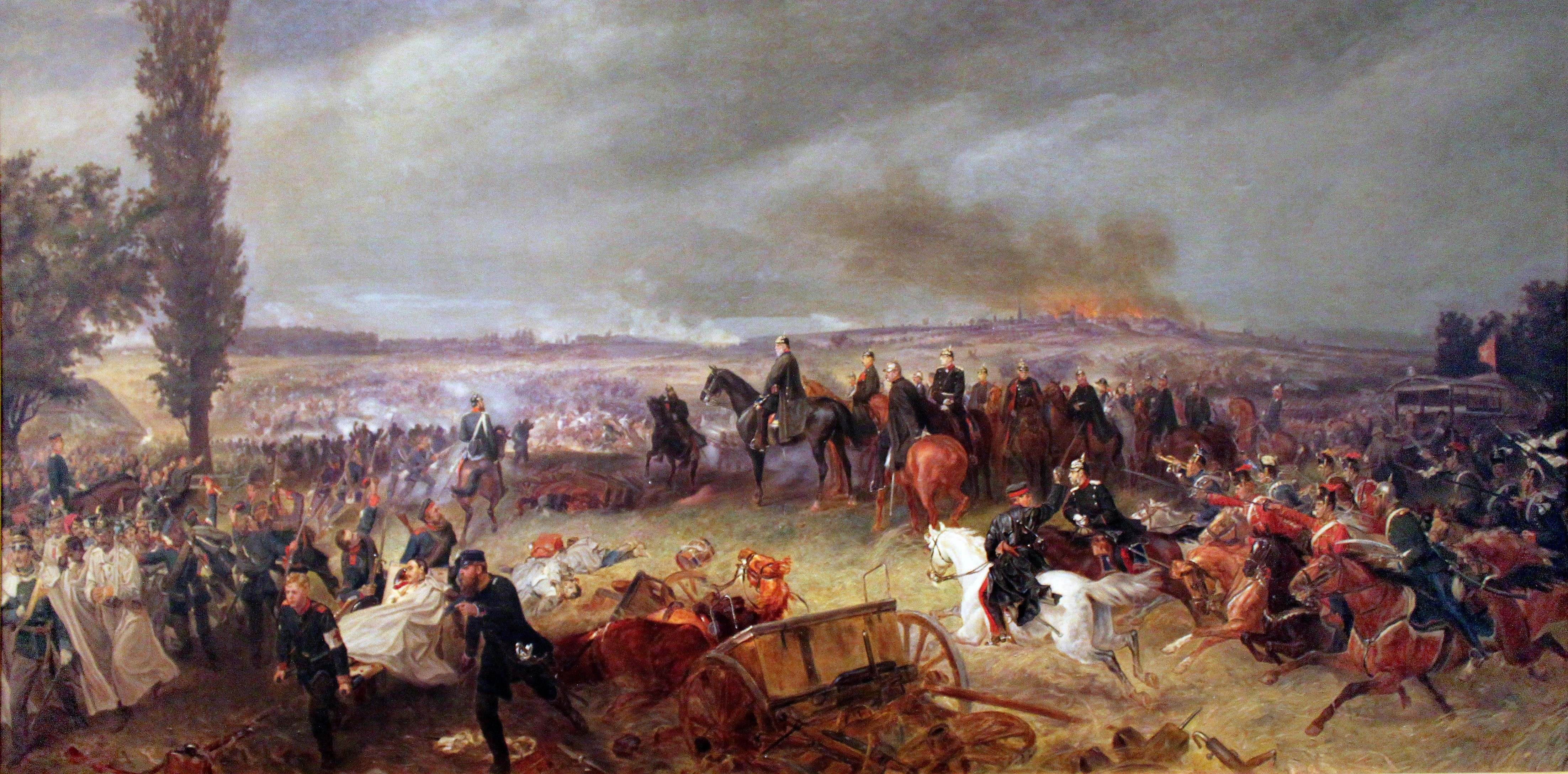
Georg Bleibtreu (1828–1892): Bitva u Hradce Králové

Velmi komplikovaná mírová jednání byla především politickým bojem o budoucí podobu Německa.
V poledne 22. července vstoupilo v platnost pětidenní příměří, během kterého měl být v jihomoravském Mikulově vyjednán předběžný mír.
Jednání na mikulovském zámku vedli pruský ministerský předseda Otto von Bismarck a rakouští zmocněnci Alois Károlyi a Adolph von Brenner-Felsach. Bismarck měl v úmyslu uchránit Rakousko dalších ztrát území za Benátkami, aby ho neztratil jako budoucího spojence, narazil však na tvrdý odpor krále Viléma I. a části armádního velení. Pruský král, který se dlouho vyhýbal konfliktu z důvodu loajality vůči Vídni, si nyní chtěl vychutnat svůj triumf a vítězný vstup do rakouského hlavního města. Mezi králem a Bismarckem se odehrávaly dramatické spory a Bismarck pohrozil rezignací. Na jeho stranu se postavil korunní princ Bedřich Vilém.

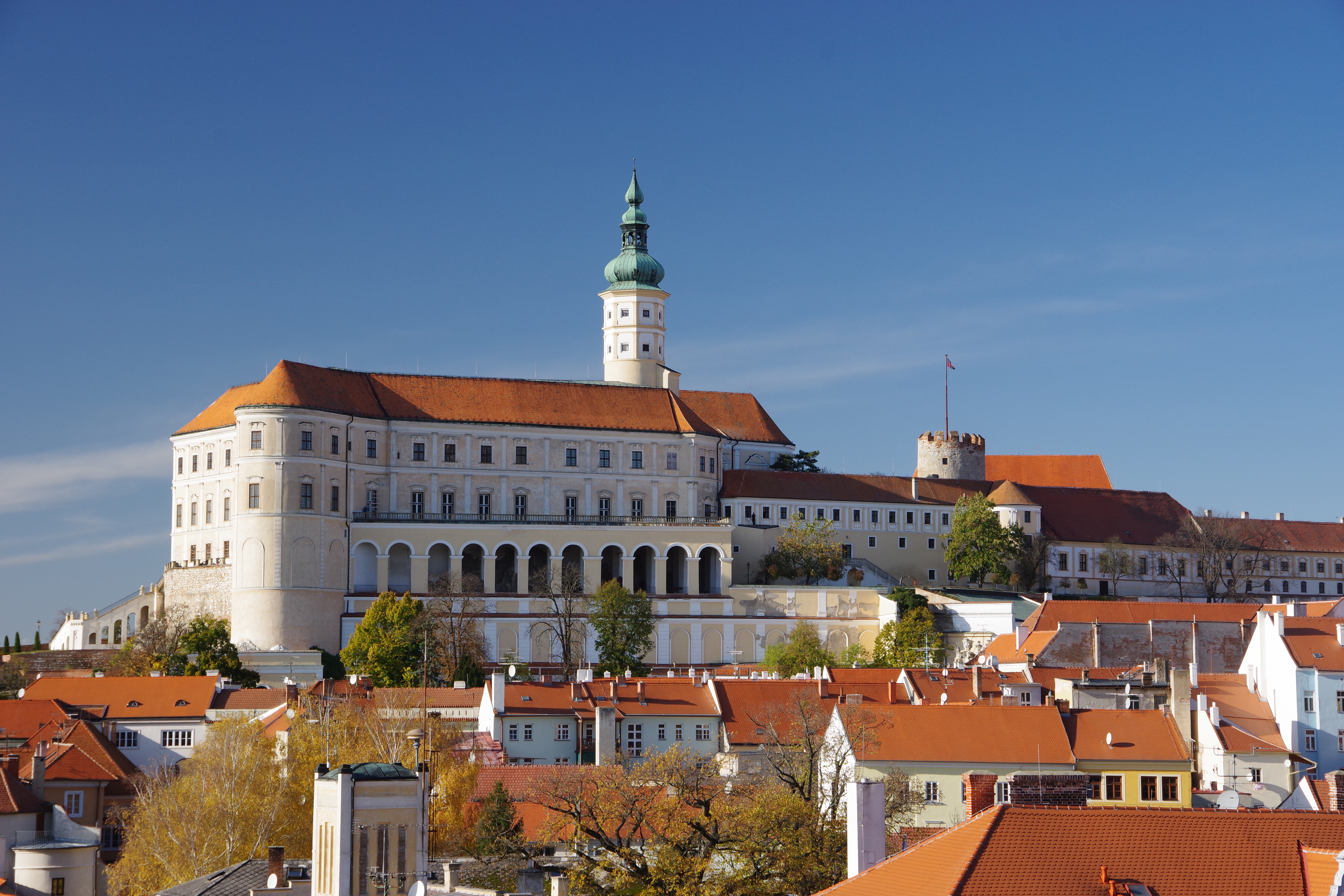
Mikulovský zámek

Zatímco pruská vojska postupovala směrem k Hradci Králové, podařilo se Bismarckovi prosadit nejprve svou vyjednávací pozici, poté svůj plán na posílení pozice Pruska v severním Německu prostřednictvím anexe Šlesvicka-Holštýnska, Hannoverska, Hesenska, Nasavska a Frankfurtu po rozpuštění Německého spolku a do značné míry také prosadit vyloučení Rakouska coby dosavadní dominantní německé velmoci (tzv. maloněmecké řešení).
V zahraniční politice Bismarck dosáhl zamítnutí francouzských požadavků na odškodnění. Napoleon III. chtěl za svou „zadržovací politiku“ během rakousko-pruské války anektovat Lucembursko, Belgii, nebo oblasti na levém břehu Rýna (Falc a Hesensko). To se později projevilo ve francouzském plánu na pomstu, jedné z příčin francouzsko-pruské války („Pomsta za Sadovou“). Zabránit svržení severoněmeckých dynastií se neúspěšně snažil také car Alexandr II. Mocensko-politickou konsolidaci Německa uvítala pouze Velká Británie, která zastávala názor, že narušení evropské rovnováhy nelze očekávat ze strany Německa, ale spíše od Francie a Ruska.

## Obsah
Předběžné znění se skládalo z devíti článků a bylo sepsáno rakouským ministrem války, polním zbrojmistrem hrabětem Augustem von Degenfeld-Schonburgem a velitelem pruského generálního štábu Helmuthem von Moltke dne 26. července 1866.
Bylo dohodnuto postoupení Benátska Itálii a úplné stažení všech jednotek z okupovaných území. Rakousko uznalo rozpuštění Německého spolku a znovuzaložení Severoněmeckého spolku bez jeho účasti. Práva na Šlesvické, Holštýnské a Lauenburské vévodství získaná ve Vídeňském míru, přešla na Prusko. Rakousko navíc muselo Prusku zaplatit válečné náklady ve výši 40 milionů tolarů.
Teprve po složitých jednáních se rakouským zmocněncům podařilo zabránit úplné pruské anexi Saska. Rakousko trvalo na tom, že Sasko musí být zachováno a mělo plnit roli nárazníkového státu se záměrem zajistit tak svou severní hranici. V opačném případě Rakousko hrozilo Prusku pokračováním války. Na oplátku rakouský císař slíbil, že uzná sesazení krále Hannoveru, hesenského kurfiřta, nasavského vévody a obsazení svobodného města Frankfurt. Klid zbraní byl prodloužen do 2. srpna a poté nahrazen příměřím.
23. srpna 1866 byla v Praze podepsána mírová dohoda, která do značné míry stvrdila úmluvy uzavřené v mikulovské předběžné mírové smlouvě.